# Така, як ти, колись лілея…
«Така, як ти, колись лілея…» — вірш Тараса Шевченка, написаний 1859 року в С.-Петербурзі.

## Написання
Зберігся чистовий автограф вірша у «Більшій книжці». Дата в «Більшій книжці»: «19 апреля 1859». Вірш Датується: 19 квітня 1859 року, місце написання — С.-Петербург. Первісний автограф не відомий. Найраніший текст — чистовий автограф у «Більшій книжці», переписаний туди 19 квітня 1859 року. Цей текст — остаточний.
У журналі «Наше минуле» (1919 рік, № 1/2, стор. 22) опубліковано копію, виконану Г. Честахівським, пізніше втрачену. Вона містить дрібні відміни від основного тексту (рядки 11 — 12: «Подай їй, Господи, подай, Пошли їй долю на сім світі...»). Якщо це не випадкова перестановка початку рядків, то не виключено, що Г. Честахівський мав інший автограф, нині втрачений.

## Публікація
Вперше вірш надруковано у виданні: «Кобзар з додатком споминок про Шевченка Костомарова і Микешина» (Прага, 1876 рік, стор. 212), за «Більшою книжкою». За цим виданням зроблено рукописні копії: у збірці невідомою рукою без назви, Полтава (1889); у збірці кінця XIX ст. «З Шевченкового Кобзаря» рукою Б. Грінченка та інших; у збірці без назви й дати.

## Сюжет
Як свідчить у приписці до згаданої копії Г. Честахівський, вірш присвячено дівчині, дочці священника Крупицького, яку Шевченко зустрів на вечорі в Медико-хірургічній академії у квітні 1859 року. Вірш «N. N.» — зразок того, як навіть інтимно-лірична тема набирала у Шевченка гостро соціального спрямування. Врода землячки викликала в поета асоціації з красою легендарної матері Христа — Марії, яка «пронесла святеє слово над землею». Ці асоціації викликають у поета гірку думку, що й у царській Росії Христа й Марію чекала б та сама доля, що й у стародавній Іудеї: «Розіпнуть. В Сибір в кайданах поведуть» (аналогічну думку висловлено у раніше написаному вірші «Не гріє сонце на чужині»: «Тойді повісили Христа, й тепер не втік би син Марії»). Переосмисленням біблійного сюжету про Марію й Христа є й поема «Марія», створена Шевченком того ж року.